# 고이시와라촌
고이시와라촌(小石原村)은 일본 후쿠오카현 중앙부에 위치했던 촌이다. 2005년 3월 28일에, 고이시와라촌과 아사쿠라군 호슈야마촌 등 2개 촌이 대등합병하여 도호촌이 신설되고, 자치체로서는 소멸하였다.

## 역사
- 1889년 4월 1일 - 정촌제 시행에 의해 이전의 정역에 해당하는 조자군 고이시와라촌이 성립하였다.
- 1896년 4월 1일 - 게자군, 야스군과 합병해 아사쿠라군이 되었다.
- 2005년 3월 28일 - 고이시와라촌, 호슈야마촌 등 2개 촌이 대등합병하여 도호촌이 성립하였다. 자치체로서의 고이시와라촌은 소멸하였다

## 교통

### 철도
- 규슈 여객철도 히타히코산선

### 도로
- 국도 211호선
- 국도 500호선